# Desenvolvimento ocular

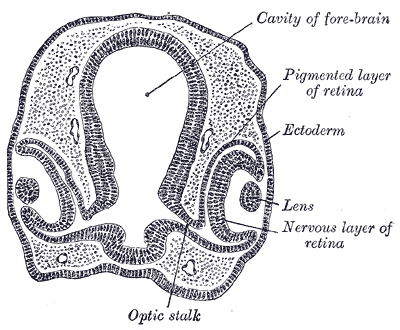
Seção transversal de um embrião de galinha, onde é possível ver o cristalino e o copo óptico.

O desenvolvimento do olho é um processo evolutivamente conservado em vertebrados, sendo regulado por fatores de transcrição expressos de maneira dinâmica, com padrões de sobre-expressão que regulam uns aos outros.O processo se inicia entre a gastrulação e a organogênese,envolvendo células tanto da ectoderme, especificamente o neuroepitélio e a ectoderme superficial, quanto mesénquima extracelular.O neuroepitélio é responsável pela formação da retina, corpos ciliares e a retina, enquanto a ectoderme de superfície forma o cristalino, a córnea e as pálpebras.O mesénquima forma a esclera, o endotélio da córnea, os vasos sanguíneos e a musculatura associada.O organismo modelo no qual o processo é mais amplamente estudado é Xenopus laevis.

## Fatores de transcrição do campo ocular

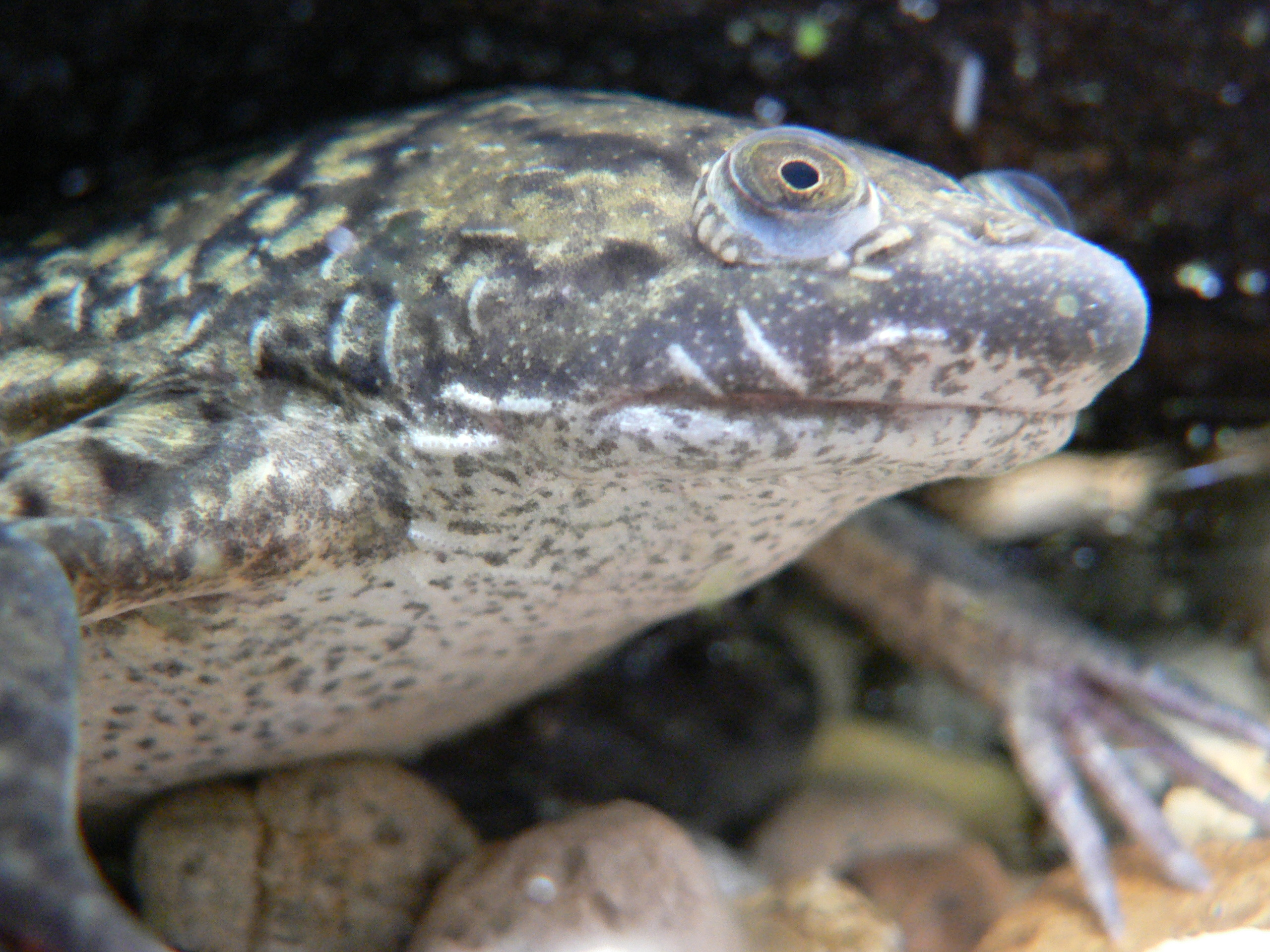
Xenopus laevis

Todas as afirmações são feitas com base em estudos no organismo modelo Xenopus laevis, exceto quando explicitamente dito que não.
Diversos fatores de transcrição do campo ocular, ou EFTFs(eye field transcription factors), expressos na região anterior da placa neural são essenciais para a formação do campo ocular. Os EFTFs de Xenopus, ET, Rx1, Pax6, Six3, Lhx2, tll e Optx2 são  evolutivamente conservados e expressos de maneira dinâmica, com padrões de sobre-expressão que formam uma cadeia de expressão na qual eles regulam uns aos outros.
Não só esses EFTFs são necessários para a formação dos olhos mas, em alguns contextos, são suficientes.Super expressão de Pax6, Six3, Rx e Optx2 pode expandir ou induzir a formação de tecido ocular no sistema nervoso.Mutações em Pax6, SIX3, e OPTX2 em humanos pode resultar na má formação do olho. Mutações espontâneas em Pax6, Rx  Lhx2, Tll, Six3 e Six6 em ratos podem resultar em animais com olhos anormais ou sem olhos;

## Início do Desenvolvimento ocular
A primeira evidência morfológica da formação dos olhos em vertebrados é uma expansão bilateral de tecidos no prosencéfalo imaturo para a formação da vesícula óptica.Há, contudo, evidências moleculares de tecidos oculares pretéritos a formação da vesícula.ET, Pax6, Six3, Rx1 e Lhx2 são inicialmente detectadas no campo visual presumível, antes do fim da gastrulação e o inicio da neurulação.Rx1 é expressa dentro dos limites do buraco de Otx2, proteína expressa pelo gene homeobox Otx2,responsável por sinalizar a área de desenvolvimento de parte do sistema neural. Dentro do domínio de expressão há domínios menores de expressão de ET e Lhx2. Os domínios de ambos Pax6 e Six3 são um pouco maiores do que o de Rxl e sobrepõe o de Otx2. Há anéis concêntricos de expressão com tamanhos decrescentes dos genes- Six3 > Pax6 > Rx1 > Lhx2 > ET
A formação do olho começa com a especificação da parte anterior do tubo neural. o acúmulo de Otx2 resulta na produção de ET, uma das primeiras proteínas expressas no campo ocular. Um dos genes cuja expressão é controlada por ET é Rxl, responsável pela especificação dá retina. Rxl, primeiramente, inibe a produção de Otx2, seguido da ativação de Pax6, o principal fator de transcrição para a formação do campo ocular.Pax6 aparenta ser um denominador comum para a formação de células fotosensitivas em diversos filos. A conservação de Pax6 pode ser observada ao injetar o EFTF de Xenopus em Drosophila, o que resulta na formação de olhos morfologicamente selvagens. Humanos e camundongos heterozigotos pra insensibilidade para Pax6 possuem olhos pequenos, homozigotos não possuem olhos. A proteína Pax6 inicia uma cascata fatores de transcrição que mutuamente ativam um ao outro para constituir o campo ocular. As funções desses genes se sobrepõem, o que é crítico para a formação da retina e para a produção dos compostos que formarão a retina. Em vertebrados, para a separação do campo visual em dois campos bilaterais, é necessário a ação do gene Sonic hedgehog(Shh). Shh suprime a expressão de Pax6 no centro do embrião, dividindo o campo ocular em dois. A expressão excessiva de Shh resulta na não formação de olhos.Shh regula Pax6, resultando na interrupção do desenvolvimento do campo ocular, na apoptose de células do cristalino, parando o desenvolvimento do olho.A polaridade dorsoventral do olho depende de gradientes dorsais da família de citocinas BMPs (Bone morphogenetic proteins) e de proteínas hedgehog ventrais.As células ventrais expressam a proteína Pax2 e se tornam talo óptico; as células dorsais respondem a BMPs expressando fatores de transcrição MITF(Microphthalmia-associated transcription factor) e gerando o epitélio pigmentado.

## Retina

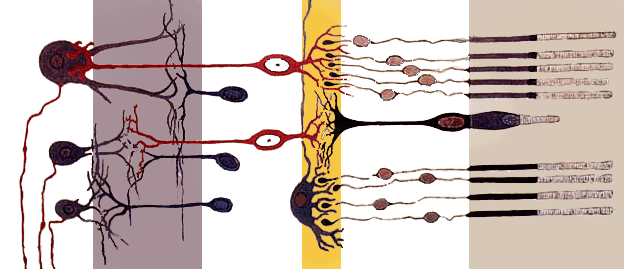
A estrutura da retina (à direita, 1 cone e 9 bastonetes; ao centro, 2 células bipolares; à esquerda, 3 axónios de células ganglionares que pertencem ao nervo óptico).

A região central da protuberância expressa genes homeobox da retina, ou gene Rx, se tornando o copo óptico.A expressão de Rx é regulada positivamente pela presença da proteína Rx, o que especifica a região anterior da cabeça, além de ativar a expressão de genes como Pax6 e Six3, que ajudam na especificação de neurônios da retina.Apesar da expressão inicial de Pax6 e Six3 não ser dependente de Rx, a continuidade de suas expressões nas células progenitoras da retina requer a proteína Rx.Pax6 é necessária para a especificação das células gangliais da retina, enquanto Six3 é necessária para determinar o número de divisões das células precursores da retina antes que estas se diferenciem. Há sete tipos de células na retina, sendo os neuroblastos do órgão capazes de se diferenciar em todos eles. A diferenciação dos neuroblastos depende do momento de tradução do gene, não no local de transcrição.Neurônios fotorreceptores são especificados pela expressão do gene Xotx5b, enquanto a expressão de Xotx2 e Xvsxl são criticas para a especificação de neurônios bipolares.Esses genes são transcritos em todas as células da retina, mas são traduzidos diferentemente.  Os primeiros neurônios a traduzirem Xotx5b mRNA se tornam fotorreceptores ; neurônios que surgem posteriormente traduzem Xotx5 e Xvsxl e se tornam interneurônios bipolares.A expressão regulada pelo tempo se dá devido a presença de micro RNAs miR129, miR155, miR214, e
miR222.A expressão desses micro RNAs é inicialmente alta, se ligando a região 3' do mRNA de Xotx5 e Xvsxl, o que inibe suas traduções e impede que as células inicias se tornem interneurônios bipolares.Com o passar do tempo, há a diminuição da expressão desses micro RNAs, permitindo que os neurônios que se formam posteriormente sejam diferenciados em interneurônios bipolares.
Nem todas as células do copo neural se tornam tecido nervoso.As pontas do copo óptico de ambos os lados da cristalino se desenvolvem em um anel de tecido muscular pigmentado, a íris. Na junção entre a retina neural e a íris são formadas células ciliares que secretam o humor aquoso.

## Cristalino
A diferenciação do tecido do cristalino em uma membrana transparente capaz de direcionar a luz na retina, se dá devido a mudanças na estrutura e formato da célula, assim como a síntese de proteínas transparentes específicas do cristalino, as cristalinas. pouco depois da vesícula do cristalino se dissociar da superfície da ectoderme, células mesenquimais da crista neural migram para o espaço entre o cristalino e a superfície do epitélio.Estas células condensam e formam várias camadas planas, eventualmente se tornando as precursoras da córnea.Quando maduras, essas células desidratam e formão fortes junções entre si, originando a córnea.A pressão do humor aquoso é necessária para curvatura correta da córnea, o que permite que a luz seja projetada na retina.A pressão ocular é mantida por um anel de ossos esclerais, que servem como uma restrição inelástica.Com a progressão da invaginação, células na porção interna da vesícula do cristalino se alongam e viram as fibras do cristalino.Ao crescer, as fibras começam a sintetizar cristalina, que eventualmente ocupam toda a célula, ocasionando na extrusão do núcleo. As fibras com cristalina ocupam o espaço entre as duas camadas de vesículas do cristalino.As células anteriores da vesícula constituem o epitélio germinal, que continua se dividindo.Estas células se deslocam para a posição equatorial e, ao passá-la,começam a se alongar.Dessa forma, há três regiões no cristalino:uma região anterior de células epiteliais se dividindo, uma zona equatorial com células se alongando e uma região central e posterior com as fibras com cristalina.Essa organização persiste durante toda a vida do animal.

## Córnea
Enquanto o cristalino se invagina, há o estímulo da ectoderme que o sobrepõe, que passa a se diferenciar na córnea.Essa camada de ectoderme é induzida a secretar  camadas de colágeno, para as quais células da crista neural migram e secretam a matriz extracelular específica da córnea.
. Pax6 é particularmente importante para o desenvolvimento da córnea.Além disso, a córnea é um dos poucos tecidos que mantém a expressão de Pax6 no indivíduo adulto, devido a necessidade de renovar o epitélio da córnea ao longo da vida.

## Patologia

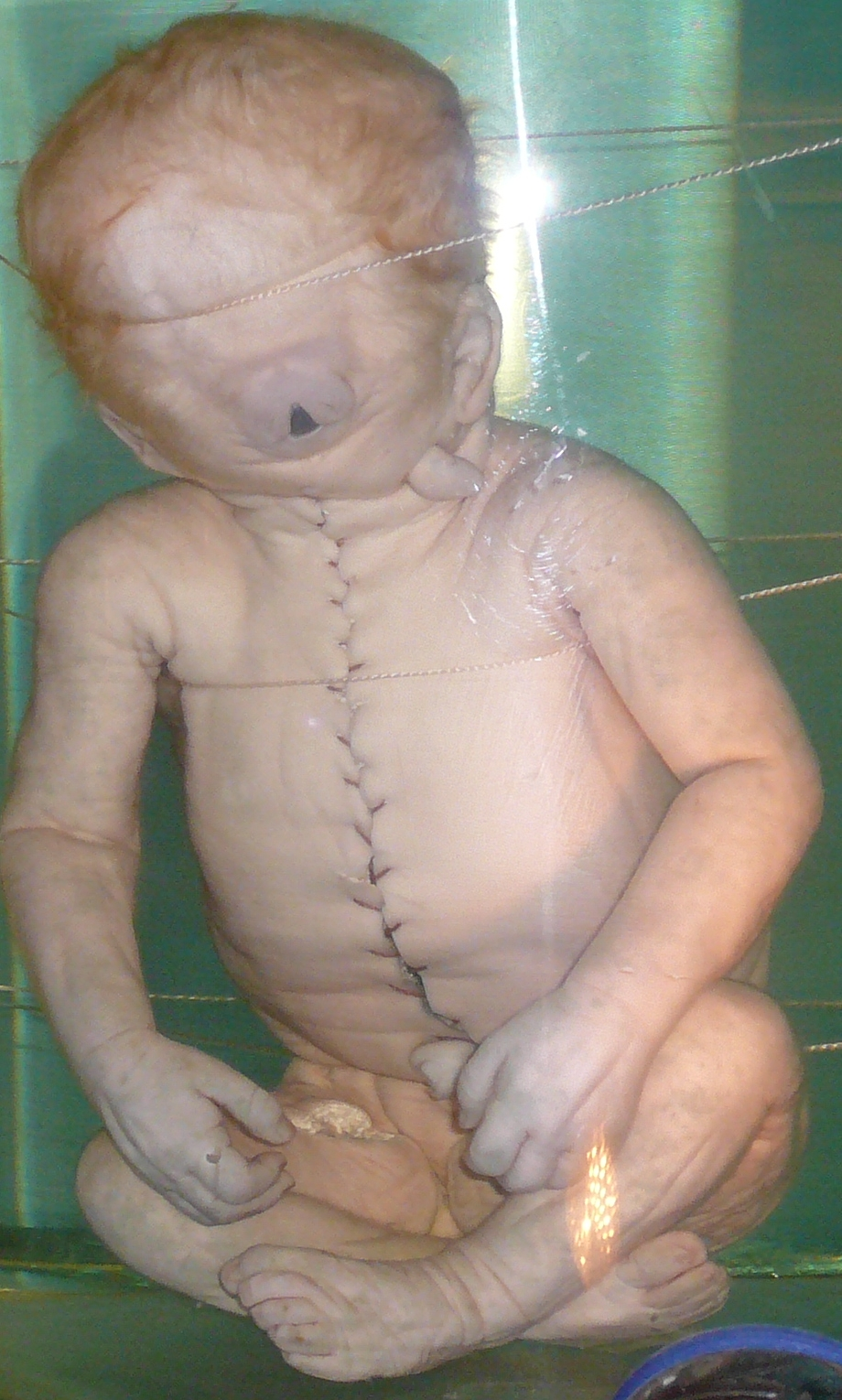
ciclope natimorto

Existem diversas patologias associadas ao mal desenvolvimento do olho, comumente devido a falta ou insensibilidade a um ou mais EFTFs, resultando na má formação dos olhos ou em sua ausência.Uma enfermidade particularmente interessante é a ciclopia, em que, devido a não expressão de Sonic Hedgehog, não há a separação das órbitas oculares, resultando em indivíduos com apenas um olho no meio da face ou com dois olhos em uma mesma órbita, localizada no meio da face.Devido a íntima associação de ciclopia à holoprosencefalia, tais indivíduos são natimortos. O desenvolvimento ocular também pode ser perturbado por infecções virais, como rubéola.